# بشارت منجی (مجموعه تلویزیونی)
بشارت منجی مجموعۀ تلویزیونی است به کارگردانی نادر طالب‌زاده با محوریت داستان مسیح از زبان انجیل برنابا که در سال ۱۳۸۷ در ۱۳ قسمت ساخته شد و در تابستان ۱۳۸۹ روی آنتن شبکه اول سیما رفت.

## خلاصۀ داستان
در روزگاری که کاهنان، رومی‌ها و حکومت فاسد هیرودس زمام امور یهودیه (فلسطین) را در دست داشتند پیامبری با نشانه توحید و عرفان ظهور کرد. وی در برابر زور و فساد هیرودس و رومی‌ها مقاومت کرد، اما تزویر کاهنان مؤثر افتاد و او به خواست خدای خود لبیک گفت و عروج کرد.

## بازیگران
- احمد سلیمان‌نیا در نقش مسیح
- فتحعلی اویسی در نقش پونتیوس پیلاطس
- مرتضی ضرابی در نقش یهودا اسخریوطی
- افشین زارعی در نقش روبین
- مهدی حیدری در نقش یوحنا
- ولی‌الله مؤمنی در نقش هیرودس

## دوبله
مدیر دوبلاژ: بهرام زند
گویندگان: علیرضا باشکندی، خسرو شمشیرگران، جواد بازاریان، علی محمد اشکبوس، محمد عبادی، امیر محمد صمصامی، شروین قطعه‌ای، عباس نباتی، بیژن علیمحمدی، اکبر منانی، حمید منوچهری، پرویز ربیعی، ناصر احمدی، بهرام زاهدی، غلامرضا صادقی، شهروز ملک آرایی، جواد پزشکیان، عطاءالله کاملی، منوچهر زنده‌دل، علی همت مومی‌وند، کسری کیانی، رضا آفتابی، شهراد بانکی، افشین زی‌نوری، مهین برزویی، زهرا سوهانی، مهرخ افضلی، مریم شیرزاد، الیزا اورامی، افسانه پوستی، زویا خلیل آذر، مریم صفی‌خانی

## فیلم تلویزیونی
از این مجموعۀ تلویزیونی یک نسخه سینمایی نیز ساخته و پخش شده‌است.